# Antonio Lattarulo

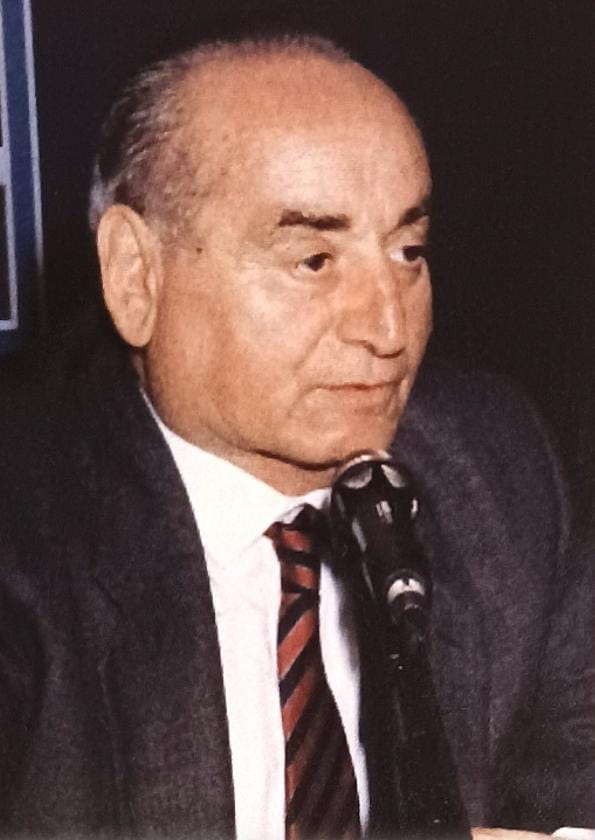
Antonio Lattarulo durante un convegno

Antonio Lattarulo (Bisaccia, 1º ottobre 1925 – Firenze, 15 giugno 2013) è stato un funzionario italiano prefetto e Capo di Gabinetto del Ministero dell'Interno durante i governi Craxi I, Craxi II, De Mita e Andreotti VI.

## Biografia
Entrato per concorso in Polizia come vice commissario di pubblica sicurezza presso Foggia, passa alla carriera prefettizia svolgendo l'incarico di funzionario prefettizio presso le sedi di Cremona, Avellino, Pisa, Venezia e Firenze (nel 1975).
Diviene commissario prefettizio del comune di Firenze dal 1974 al 1975 e viene nominato prefetto di Lucca nel 1976, dove rimane fino al 1980. In quell'anno riceve la nomina a Direttore generale dell'Amministrazione Civile dello Stato, incarico che ricopre fino al 1987.
Nel 1987 passa a Direttore dell'Amministrazione Generale per gli Affari del Personale, dove rimane fino al 1990.
È Capo di Gabinetto sotto il ministero dell'interno tenuto da Oscar Luigi Scalfaro (1984-1987). Antonio Gava lo conferma capo di gabinetto nel periodo 1987-1990.
Tra il 1991 ed il 1997 ricopre il ruolo di consigliere della Corte dei conti.
Nel periodo 1991-1992 è anche assessore al personale al comune di Firenze nella giunta del sindaco Giorgio Morales. Nel 1993 diviene commissario prefettizio a Salerno (1993).
È stato anche Consigliere del Presidente della Repubblica Oscar Luigi Scalfaro per la Pubblica Amministrazione e gli Enti Locali.
Nel novembre del 1993 viene accusato di aver percepito 60 milioni di lire al mese attraverso i fondi neri del Sisde (servizi segreti italiani) nel periodo in cui era capo di gabinetto del ministero dell'interno.
Nel luglio del 1996 viene assolto dal gip Vincenzo Terranova, accogliendo le richieste del pm, per non avere commesso il fatto.
Altri processi, relativi al periodo di Commissario prefettizio a Catania e Salerno, assessore a Firenze e Consigliere della Corte dei Conti, si sono conclusi allo stesso modo con piena assoluzione.
Antonio Lattarulo è morto a Firenze il 15 giugno 2013, ai suoi funerali hanno partecipato alte cariche dello Stato e rappresentanze del Comune di Firenze, visto lo spessore del personaggio e delle cariche svolte in vita.